# توناتيوه

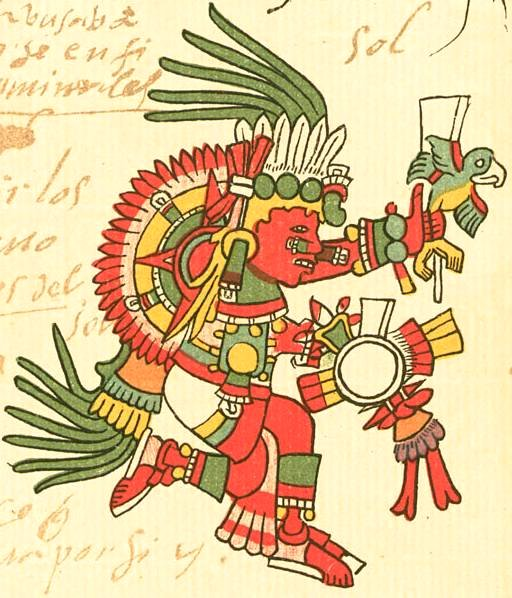
صورة توناتيوه في في كوديكس تيليريانو-ريمنزيس

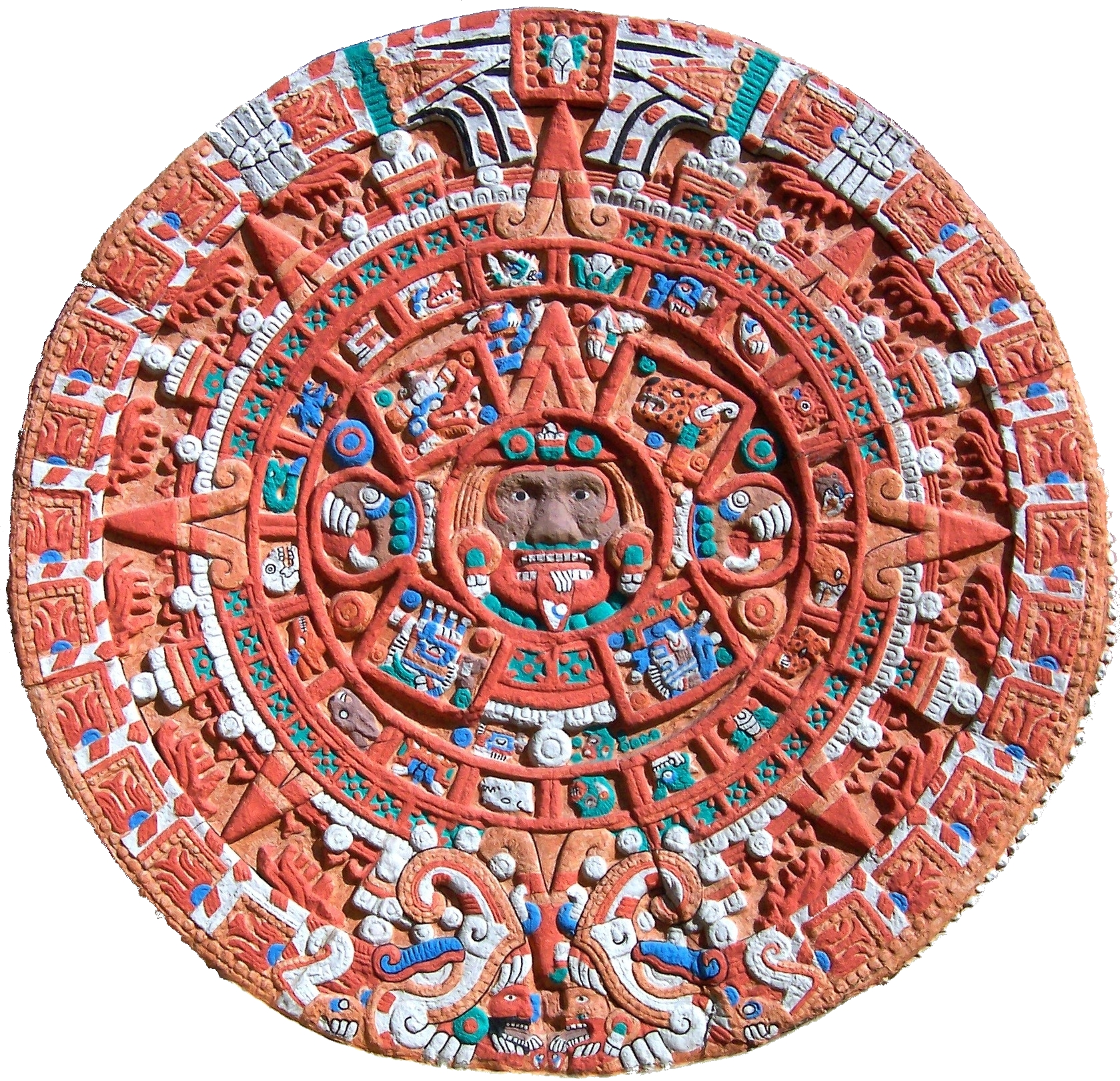
توناتيوه في وسط حجر الشمس الأزتيكي

توناتيوه (بلغة ناهواتل: tōnatiuh، "يجلب الدفء/يشرق") هو إله الشمس في أساطير الأزتك.

## المظهر
ارتبط توناتيوه مع النسر. وهو يظهر على قرص الشمس (في العالم السفلي) على شكل نسر ينقض للأسفل، حيث يمد لسانه وهو متعطش للدم.  في كثير من الأحيان يظهر بشكل محارب مسلح على قرص شمسي ويحيط به شعاع الشمس.

## تعيينات
اعتبر توناتيوه الشمس الخامسة التي أخذت مكانها بعد سقوط عهد الشمس الرابعة.  كان تونياتوه معبودا بالفعل في فترة تولتك، وقد وصفه الأزتيك أيضا بأنه حاكم تولا. وفي تقسيم الطبقات الثلاث من الآخرة، اعتبر توناتيوه الحاكم في أعلى مستوى، بيت الشمس في السماء (ichan tonatiuh ilhuicac)، حيث تنمو هناك نباتات الصبار البرية وبساتين أشجار السنط. كانت قطعة من السماوات مخصصة للمحاربين الذين وقعوا في المعارك، والناس الذين قدموا أضحيات، والنساء اللاتي لقين حتفهن أثناء الولادة، والمسافرين الأموات. في تقويم الأزتيك، تم تقسيم السنة إلى أقسام من ثلاثة عشر يوما (تريسينا). تم تعيين توناتيوه إلى تريسينا من يوم الموت الأول إلى الصوان الثالث عشر. تم وضع هذا القسم بين تريسينا تشالشيوهتليكو وتريسينا تلالوك.

## أسطورة الخلق
قسمت أساطير الأزتيك العصور الكونية إلى خمسة أقسام، كل تهيمن عليها شمس مختلفة. حكمت الشمس الأولى (اليغاور الأربعة) من قبل إله الشمس اليغور أوسلوتوناتيوه. حاكم الشمس الثانية (الرياح الأربعة) كان إله الريح إيهيكاتل. أما حاكم الشمس الثالثة (الأمطار الأربعة) إله المطر تلالوك، والشمس الرابعة (المياه الأربعة) من إلهة المياه تشالشيوهتليكو، ثم أخيرا الشمس الخامسة التي حكمها توناتيوه، الذي كان قد خرج من ناناهواتزين المجذوم، بعد أن تم رمي الأخير في النار من قبل منافسه تيكسيتيكاتل. ووفقا لمعتقدات الأزتيك، فإن عصر توناتيوه سينتهي في أحد الأيام بسبب الزلازل.

## التضحية البشرية
اعتقد الأزتيك أن الشمس كانت تأكل نفسها في العالم السفلي خلال الليل، ولذلك يطلب توناتيوه الدم البشري ليستعيد قوته. وإذا لم يحصل على أي دم بشري، فإن الشمس لن تشرق مرة أخرى.  كان الأزتيك يراقبون مسار الشمس بقلق ويصابون بحالة ارتباك عندما يحل كسوف الشمس. لذلك كانت طائفة توناتيوه هي الأنشط والأقسى بين آلهة الأزتيك بشأن الأضاحي البشرية. يتم تقييد الضحايا من قبل أربعة كهنة، بينما يقوم الخامس بشق القفص الصدري بسكين من السبج ورفع القلب الممزق إلى الشمس. ولا يوجد اتفاق في الآراء بشأن عدد الضحايا. وتشير التقديرات إلى أن العدد يصل إلى 20,000 ضحية سنويا، وليس واضحا ما إذا كان هذا صحيحا، أو ما إذا كان الأزتيك بالغوا في الرقم لإرهاب جيرانهم، أو بالغ فيه الاسبان لتبرير قسوة الفتوحات.